# Elis Regina

Elis Regina (1964)

Elis Regina (vollständiger Name: Elis Regina Carvalho Costa; * 17. März 1945 in Porto Alegre, Brasilien; † 19. Januar 1982 in São Paulo, Brasilien) war eine brasilianische Sängerin.

## Leben
Elis Regina war eine temperamentvolle und charismatische Person und setzte mit ihrem Vortrag neue Maßstäbe. Sie wurde die „Königin der Música Popular Brasileira“ genannt. Elis stammte aus kleinbürgerlichen Verhältnissen und wuchs im Süden Brasiliens auf. Ihr persönlicher Stil war nicht nur geprägt durch ihre Stimme, sondern auch durch die Wahl von Gestik, Mimik und Kostümen.
Die Karriere der Sängerin begann bereits im Kindesalter. Schon im Jahr 1959 sang sie in Radiosendungen die aktuellen Hits. Weniger Bossa Nova, die im Süden noch nicht so bekannt war, aber Boleros und Rock-Balladen. Ihr erster Versuch, in Rio de Janeiro Fuß zu fassen, endete mit einer Enttäuschung. Sie traf nicht den Geschmack der Cariocas, der Einwohner von Rio. Das Publikum stand noch ganz unter dem Einfluss der „coolen“ Bossa Nova.
Sie zog sich nach São Paulo zurück, um ihre Fähigkeiten zu vervollkommnen. Kein Fehler, denn die Musikszene der Stadt erlangte zunehmend Bedeutung im ganzen Land. Elis Regina gelang der Anschluss an die neue, junge Musikszene. Mit ihren zahlreichen Auftritten bei Festivals schaffte sie es, damals noch unbekannte Autoren ins Rampenlicht zu rücken: Milton Nascimento (Nada Será Como Antes), Baden Powell de Aquino (Canto de Ossanha) oder Edu Lobo (Arrastão, Upa Neguinho).

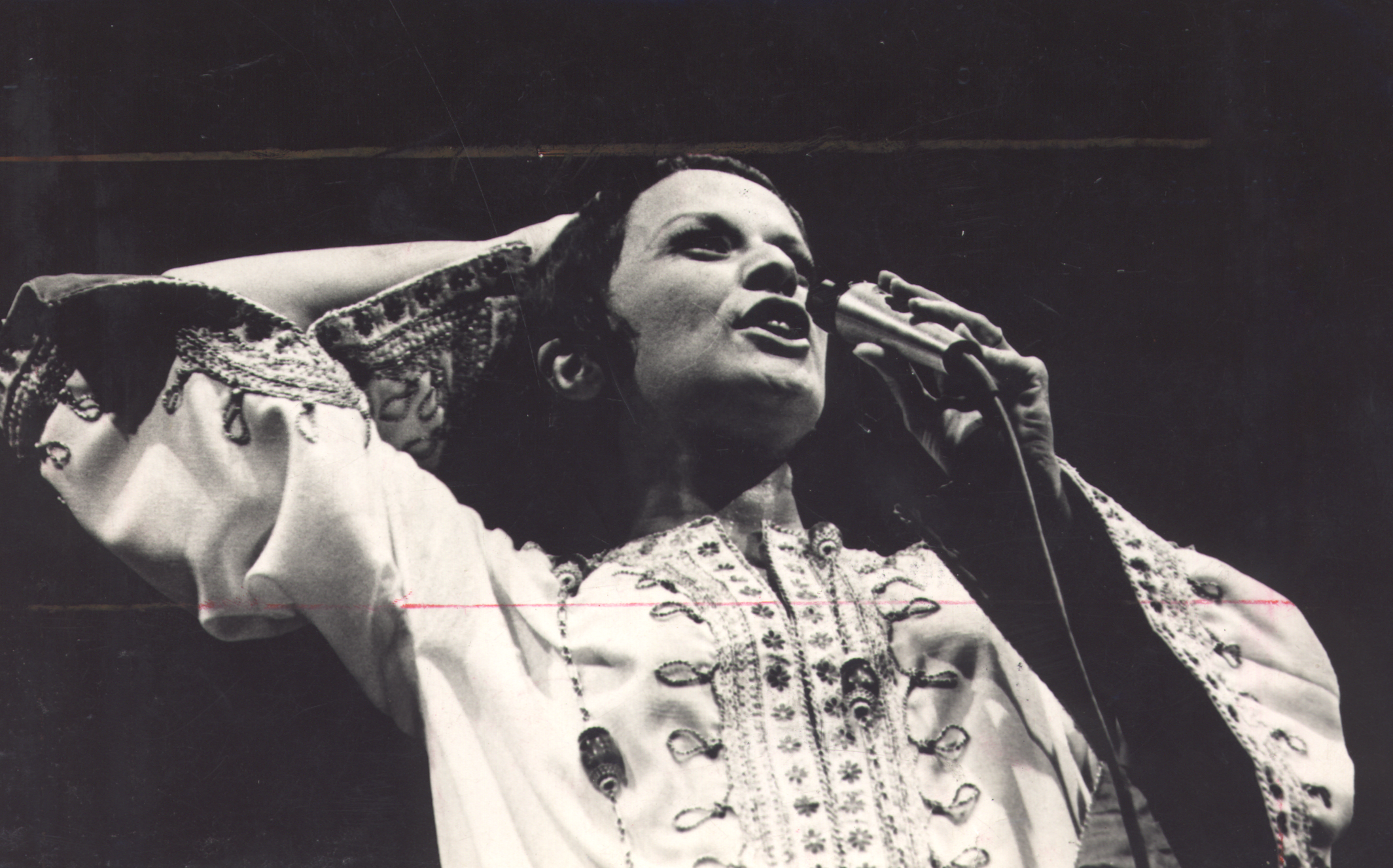
Elis Regina im Teatro da Praia (1969).

1965 trat sie zusammen mit Jair Rodrigues in der legendären Show Dois na Bossa auf. Die Konzerte waren von einer dichten Atmosphäre geprägt. Sie konnte aus den Wurzeln brasilianischer Musikgeschichte schöpfen.
Mit Elis Regina entstand eine Generation von Musikern, deren Vortrag nicht nur darin bestand, ein Lied schlicht an das nächste zu reihen. Sie wollte sich vielschichtiger präsentieren, nicht allein durch ihre Stimme. Die Sängerin sprach mit ihrer Show mehr Sinne an, als man es bisher gewohnt war. Manchmal lief sie mehr als zwei Stunden über die Bühne ohne Pause. Sie wirkte wie besessen von der Musik und ihre Leidenschaft schien keine Kompromisse zu dulden.
Ihre Show Falso Brilhante zählt zu ihren größten Erfolgen. In São Paulo verfolgten mehr als 300.000 Menschen ihre Auftritte. 
In die Musikgeschichte eingegangen ist Reginas Zusammenarbeit mit Antônio Carlos Jobim, mit dem sie unter anderem das Album Elis & Tom (1974) aufnahm. Sie sang viele seiner Kompositionen, darunter auch Águas de Março, welches 2001 von den Lesern der Zeitung Folha de São Paulo zum besten brasilianischen Lied aller Zeiten gewählt wurde. Regina und Jobim sangen den Titel bei Live-Auftritten und im brasilianischen Fernsehen häufig im Duett.
Elis Regina schrieb aber nicht nur ihre Erfolge fort, sondern verfolgte aufmerksam neue musikalische Entwicklungen und trat auch mit Titeln unbekannter Autoren auf. Viele Cariocas mochten nicht immer ihre Wege und Wendungen nachvollziehen. Die Publikumsgunst blieb schwankend, die Zuneigung war ihr nicht immer sicher.
Die Show Transversal do Tempo (1978) hat fast kammermusikalische Züge. Die Stücke vermitteln eine dunkle, eindringliche Stimmung.
Die von ihr interpretierten Lieder enthielten nicht selten – für den brasilianischen Hörerkreis jener Zeit ohne Weiteres dechiffrierbare – kritische Anspielungen auf die Militärdiktatur während der „bleiernen Jahre“ („anos de chumbo“) in Titeln wie „O Bêbado e a Equilibrista“.
Auf Einladung von André Midani, dem Präsidenten von Warner Music Brazil, trat Elis Regina 1979 am Montreux Jazz Festival auf. Ihr Konzert wurde – wie damals in Montreux üblich – aufgenommen, die Konzertaufnahme somit Teil des Nachlasses zum Montreux Jazz Festival. Dieser wurde 2013 als Weltdokumentenerbe der UNESCO registriert und im Rahmen des Montreux Jazz digital projects digitalisiert und systematisch katalogisiert. Der Nachlass steht Forschern und Studierenden der EPFL in digitalisierter Form für wissenschaftliche Arbeiten und Weiterentwicklungen zur Verfügung.
Ihr früher Tod im Jahr 1982 wird mit der gleichzeitigen Einnahme von Alkohol und Kokain in Verbindung gebracht. Es soll sich um die Verquickung unglücklicher Umstände gehandelt haben. Sie starb mit 36 Jahren.
Elis Regina war zweimal verheiratet. Aus erster Ehe mit dem Musiker Ronaldo Bôscoli stammt der Sohn João Marcelo Bôscoli. In zweiter Ehe war sie mit dem renommierten brasilianischen Jazzmusiker und Pianisten César Camargo Mariano verheiratet. Aus der Ehe gingen Pedro Camargo Mariano und Maria Rita hervor. Die Tochter Maria Rita ist seit 2003 ebenfalls als Sängerin erfolgreich.
In den portugiesischsprachigen Ländern werden zunehmend Auftritte von Elis Regina auf DVD herausgebracht. Dabei handelt es sich um alte Aufnahmen, die aufwändig digital restauriert wurden.

## Diskografie
(Soweit nicht anders angegeben, sind die Alben im Studio entstanden und von Philips veröffentlicht worden.)
- Viva a Brotolândia (Continental, 1961)
- Poema de Amor (1962)
- Elis Regina (1963)
- Samba - Eu Canto Assim! (Z. T. live; 1965)
- Elis Regina e Zimbo Trio: O Fino do Fino (Live; 1965)
- mit Jair Rodrigues: Dois na Bossa (Live; 1965)
- Elis (1966)
- mit Jair Rodrigues: Dois na Bossa n°2 (Live; 1966)
- mit Jair Rodrigues: Dois na Bossa n°3 (Live; 1967)
- Elis Especial (1968)
- Elis, Como e Porque (1969)
- Toots Thielemans e Elis Regina: Aquarela do Brasil (auch: Elis & Toots)(1969)
- Elis Regina in London (1969)
- ... Em Pleno Verão (1970)
- mit Miele, Ronaldo Boscôli, Roberto Menescal, ...: Elis no Teatro da Praia (Live; 1970)
- Ela (1971)
- Elis (1972)
- Elis (1973)
- mit Antônio Carlos Jobim: Elis & Tom (1974)
- Elis (1974)
- Falso Brilhante (1976)
- Elis (1977)
- Transversal do Tempo (Live; 1978)
- Elis Especial (1979)
- Elis, Essa Mulher (WEA, 1979)
- mit Hermeto Pascoal: Montreux Jazz Festival (Live 1979; Elektra, 1982)
- Elis (EMI, 1980)
- Saudade do Brasil (Elektra, 1980)
- Trem Azul (Live 1981; Som Livre, 1982)

## Auszeichnungen für Musikverkäufe
| Goldene Schallplatte - Spanien - 2025: für die Single Águas de março |

| Land/RegionAuszeichnungen für Musikverkäufe (Land/Region, Auszeichnungen, Verkäufe, Quellen) | Gold  | Platin | Verkäufe | Quellen             |
| -------------------------------------------------------------------------------------------- | ----- | ------ | -------- | ------------------- |
| Spanien (Promusicae)                                                                         | Gold1 | —      | 30.000   | elportaldemusica.es |
| Insgesamt                                                                                    | Gold1 | —      |          |                     |